# Vapor

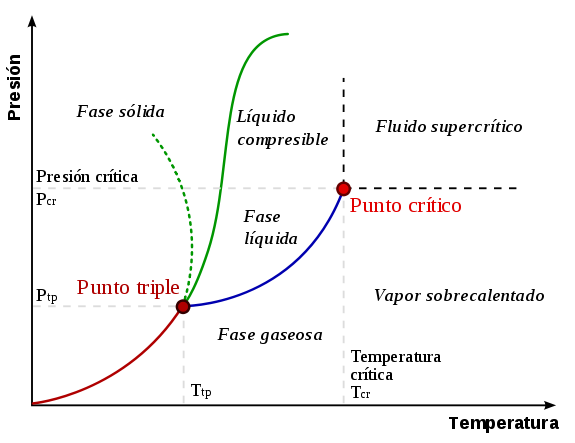
El diagrama de fases mostra els canvis d'estat de la matèria.
La corba amb punts de color verd que gira a l'esquerra mostra el comportament anòmal de l'aigua i en general, el de tots els materials que quan es fonen pateixen una contracció de volum específic. La corba de fusió (en color verd) marca el punt de fusió per a cada parell (temperatura, pressió). La corba de vaporització, en blau, el mateix per al punt d'ebullició, i la corba de sublimació, en vermell, mostra la pressió de sublimació per a cada temperatura. Es mostra com ells varien amb la pressió. El punt d'unió entre les tres corbes verd, blau i vermell és el punt triple. El punt crític es veu en l'altre extrem de la corba blava de vaporització.

S'anomena vapor a una substància en la fase de gas que es troba a una temperatura més baixa que el punt crític.
Això vol dir que el vapor es pot condensar a un líquid o a un sòlid per increment de la seva pressió sense reducció de la temperatura.
És a dir, un gas que es pot condensar a temperatura constant, augmentant-ne la pressió. Per contra per convertir un gas no vaporós a líquid, no n'hi ha prou en augmentar la pressió, sinó que caldrà disminuir-ne la temperatura.
Per exemple, l'aigua té una temperatura crítica de 374 °C (647 K), la qual és la temperatura més alta en la qual pot existir aigua líquida.
Un vapor pot coexistir amb un líquid (o sòlid). Quan això ocorre, les dues fases estaran en equilibri, i la pressió de gas serà igual a l'equilibri pressió de vapor del líquid (o sòlid).
L'estat de  vapor  és l'estat en què es troba un gas (estat de la matèria en el qual les molècules que la formen no reaccionen entre si formant enllaços moleculars, sinó que tendeixen a repel·lir-se mútuament, adoptant la forma i el volum del recipient que les conté i tendint a separar-se, és a dir, expandir-se, tot el que sigui possible) quan es troba per sota de la seva temperatura crítica. A la gràfica, el  vapor  és l'anomenada fase gasosa, tancada, per la línia vertical que representa la Temperatura crítica i les corbes blava (corba de vaporització) i vermella corba de sublimació, que representen les maneres en què una matèria líquida o sòlida es converteix en  vapor . El vapor sobreescalfat és el gas que es troba per sobre de la seva temperatura crítica però per sota de la seva pressió crítica.
No s'ha de confondre amb el concepte de gas.
Normalment la paraula vapor sol referir-se al vapor d'aigua, gas que es produeix per ebullició quan l'aigua s'escalfa a 100 ° C i una atmosfera de pressió, o fora d'aquesta temperatura de canvi d'estat, quan l'aigua es troba, a qualsevol temperatura per sota de la crítica, a una pressió per sota de la seva pressió de vapor a aquesta temperatura (aquest és el fenomen de l'evaporació).

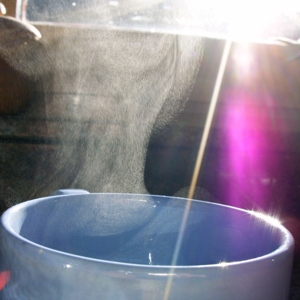
L'aigua es condensa en gotes visibles després d'evaporar d'una olla de te calent.

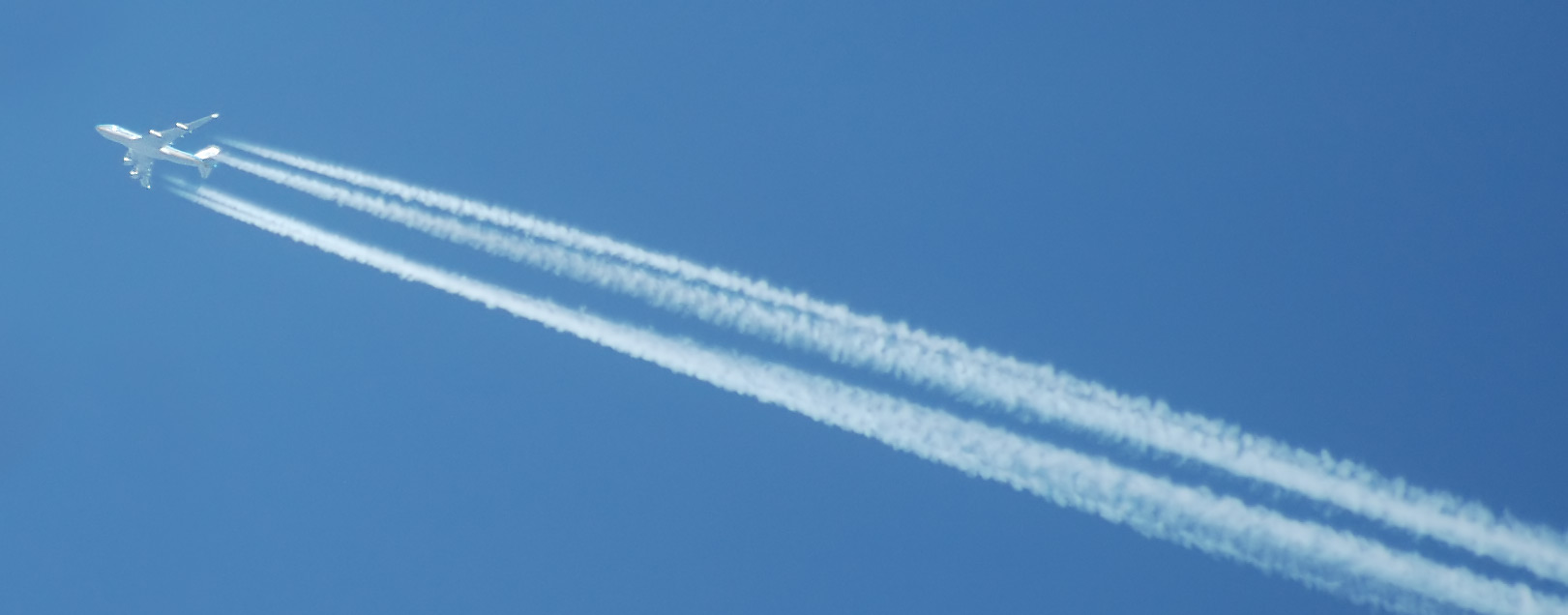
Vapor d'aigua deixat per un avió

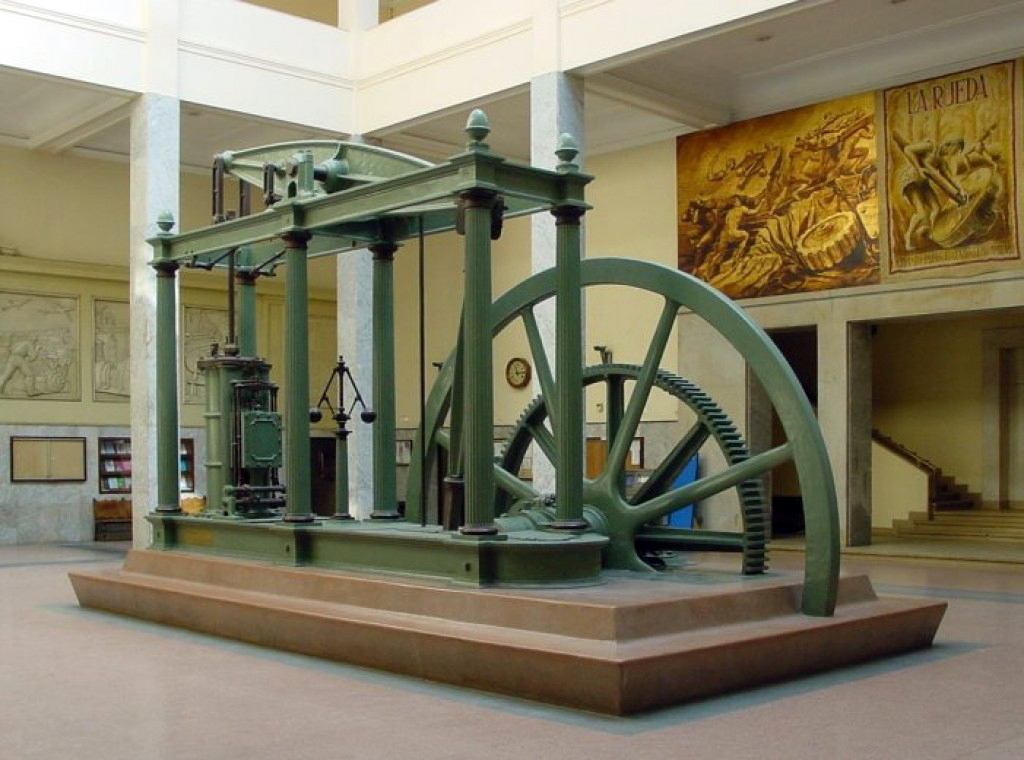
Màquina de vapor

## Propietats
Vapor es refereix a una fase de gas a una temperatura on la mateixa substància pot existir en estat líquid o sòlid, per sota de la temperatura crítica de la substància. El terme gas es refereix a la fase fluida compressible.
El vapor és responsable per al procés de formació i condensació dels núvols. Es fa servir en la destil·lació i en la fase prèvia de la cromatografia de gasos.
La molècula constituent d'un vapor té moviment vibracional, rotacional i translacional.

## Exemples

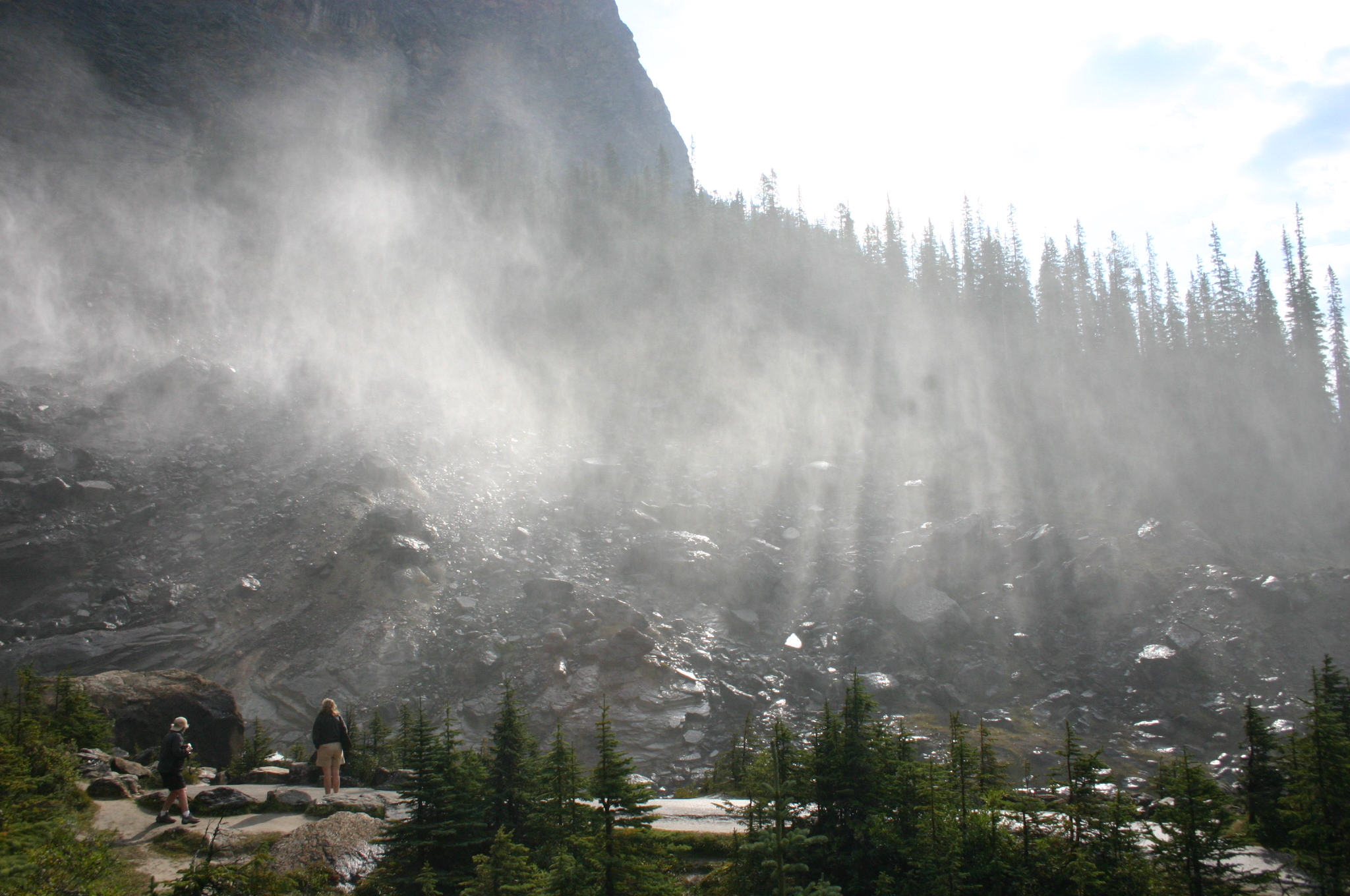
El vapor d'aigua és le responsable de la humitat

- Els perfums contenen productes químics que es vaporitzen a temperatures i taxes diferents.
- El vapor d'aigua atmosfèric de la Terra es pot condensar en petites gotetes líquides i formar fenòmens meteorològics com la boira,
- El vapor de mercuri i el vapor de sodi produiexen llum.